# Tio dels Ossos
El Tio dels Ossos és l'espectre d'un esquelet que està dotat de vida pròpia. Aquest personatge el troben en rondalles com la de “Peret de poca por”.
Segons Francesc Girbert és un espantacriatures que es troba a la comarca de l'Alcoià.